# 德米特里·阿纳托利耶维奇·莫罗佐夫
德米特里·阿纳托利耶维奇·莫罗佐夫（羅馬化：Dmitriy Anatol'yevich Morozov；1971年5月5日—）是俄罗斯儿科外科医生、医学研究员、政治人物。他与2016年至2021年担任第七届国家杜马议员。在杜马中，他是卫生委员会的主席。
1994年毕业于萨拉托夫国立医科大学儿科系，两年后他在大学医院完成住院医师实习。2000年，他在俄罗斯国立医科大学获得了医学全博士学位。自2013年起，他担任莫斯科国立谢切诺夫第一医科大学小儿外科和泌尿外科/男科系主任。